# Charlie Kolar
Charlie Kolar (Norman, 10 febbraio 1999) è un giocatore di football americano statunitense che milita nel ruolo di tight end per i Baltimore Ravens della National Football League (NFL).

## Carriera

### Baltimore Ravens
Al college Kolar giocò a football all'Università statale dell'Iowa. Fu scelto nel corso del quarto giro (128º assoluto) del Draft NFL 2022 dai Baltimore Ravens. Fu inserito in lista infortunati il 31 agosto 2022 e tornò nel roster attivo l'8 novembre. Nell'ultimo turno fece registrare le prime due ricezioni per 49 yard nella sconfitta contro i Cincinnati Bengals. La sua stagione da rookie si chiuse con due presenze, nessuna delle quali come titolare.